# Bufoceratias thele
Bufoceratias thele är en fiskart som först beskrevs av Uwate, 1979.  Bufoceratias thele ingår i släktet Bufoceratias och familjen Diceratiidae. Inga underarter finns listade.